# العنف الأسري في الولايات المتحدة

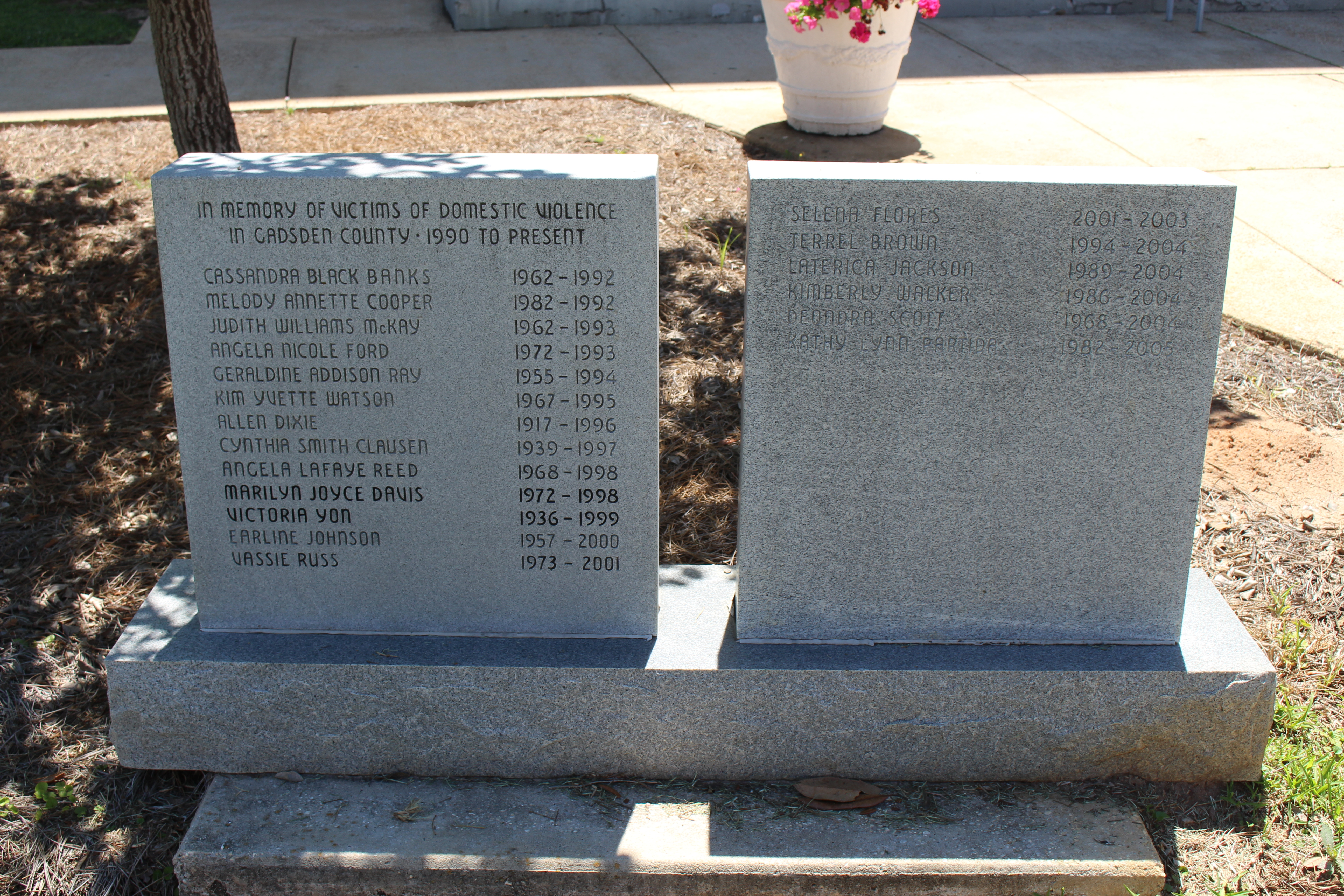

العنف الأسري في الولايات المتحدة هو أحد أشكال العنف الذي يحدث داخل العلاقات الأسرية. على الرغم من أن العنف الأسري غالباً ما يحدث بين شريك أو شريك ضد شريك آخر أو شركاء آخرين في سياق علاقة حميمة، إلا أنه قد يصف أيضًا العنف الأسري الآخر، مثل عنف الطفل الموجه نحو أحد الوالدين أو العنف بين الأشقاء الذين هم أعضاء في نفس العائلة. و من المعروف به أنها مشكلة اجتماعية مهمة من قبل الوكالات الحكومية وغير الحكومية، وقد تم تمرير مختلف أعمال العنف ضد المرأة من قبل الكونغرس الأمريكي في محاولة لوقف هذا المد. يتجاوز التعرض للضحايا من العنف الأسري حدود نوع الجنس والتوجه الجنسي. غالباً ما تكون النساء ضحايا العنف الأسر، وأكثر عرضة من الرجال للإيذاء البدني خلال هذه الحوادث، لكن الرجال أيضاً عرضة للعنف الأسري بأعداد كبيرة، مثل العنف الزوجي الظاهر. النسب المئوية الكبيرة من الأزواج المثليين يواجهون أيضا قضايا العنف الأسري. واجه الفئات الاجتماعية والمحرومة اقتصاديًا في الولايات المتحدة بشكل منتظم معدلات أسوأ من العنف الأسري مقارنة بالمجموعات الأخرى. على سبيل المثال، حوالي 60 ٪ من نساء الأمريكيات الأصليات يتعرضن للاعتداء الجسدي في حياتهن من قبل شريك أو زوج. وقد ذكرت العديد من الدراسات العلمية للمشكلة التي غالبا ما تكون جزءا من ديناميكية السيطرة والقمع في العلاقات، التي تنطوي على أشكال متعددة من الاعتداء الجسدي وغير البدني يحدث بشكل متزامن. الإرهاب الحميم هو استخدام متواصل ومعقد للسيطرة والقوة والإساءة التي يحاول فيها شخص واحد أن يؤكد سيطرة منهجية على أخرى نفسية. توجد ملاجئ بلا مأوى في العديد من الولايات بالإضافة إلى خطوط هاتفية ساخنة خاصة للأشخاص الذين يطلبون المساعدة الفورية، مع وكالات غير ربحية تحاول محاربة وصمة العار التي يواجهها الناس في الإبلاغ عن هذه القضايا.